# Telem (partia 2019)

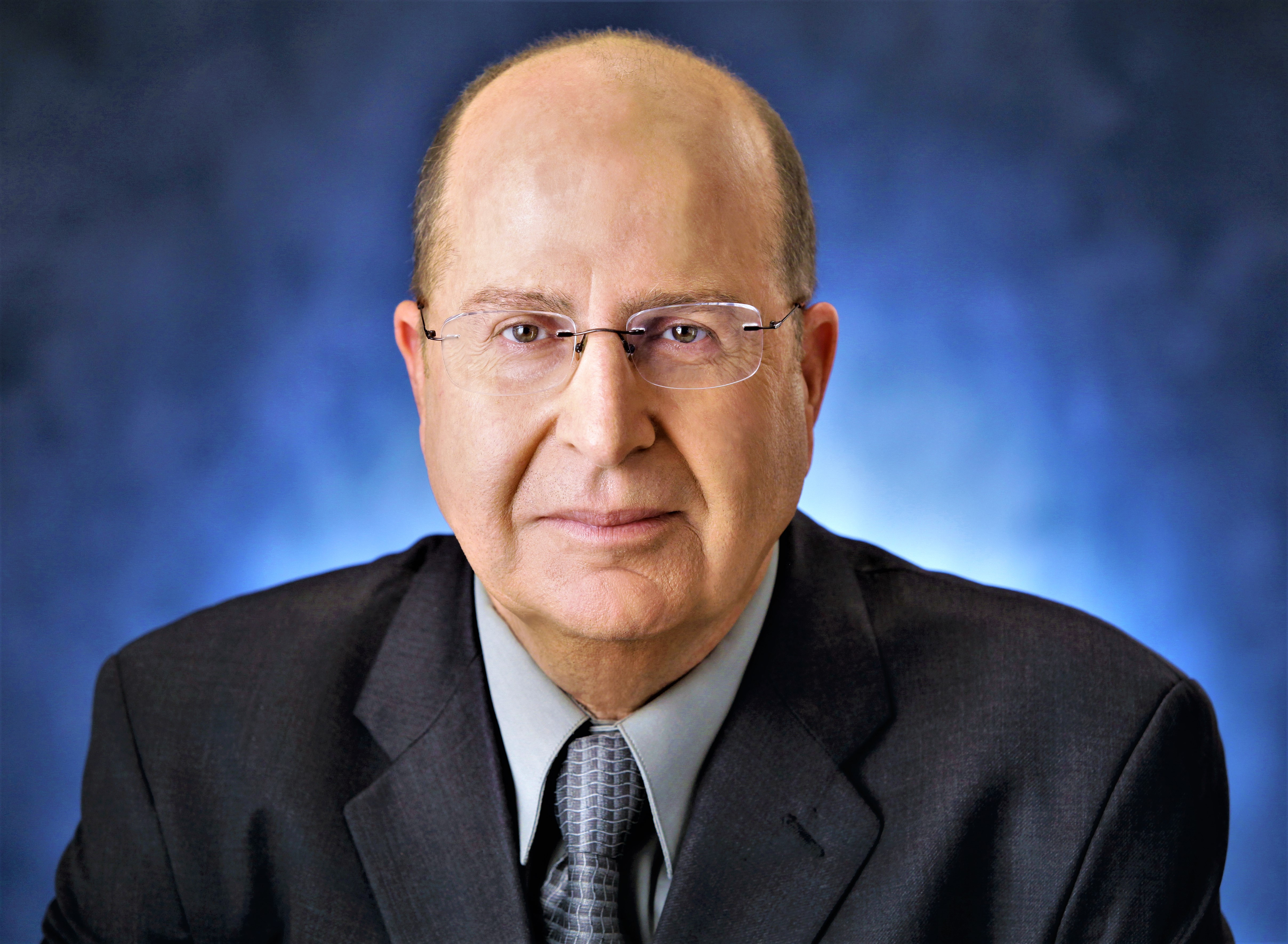
Przewodniczący partii Mosze Ja’alon

Telem (hebr. תֶּלֶ"ם, Telem, akronim od nazwy תנועה לאומית ממלכתית, Tenu’a Leumit Mamlachtit, czyli Państwowy Ruch Narodowy) – izraelska, centro-prawicowa partia polityczna założona przez Moszego Ja’alona 2 stycznia 2019 roku przed wyborami w kwietniu. W celu osiągnięcia lepszego wyniku 21 stycznia Ja’alon podjął decyzję o dołączeniu do Mocy Izraela Beniego Ganca, a 21 lutego do sojuszu dołączyła Jest Przyszłość Ja’ira Lapida i wszystkie partie utworzyły koalicyjną listę o nazwie Niebiesko-Biali. Od 29 marca 2020 roku tworzy wspólną frakcję Jesz Atid-Telem.
Partia ma taką samą nazwę w akronimie jak ugrupowanie założone w 1981, którego liderami byli Mosze Dajan i Mordechaj Ben-Porat. Jednak po rozwinięciu skrótu ich partii nazwa brzmiała Tenu’a le-Hitchadszut Mamlachtit, czyli Ruch na rzecz Odnowy Narodowej.

## Historia partii

### Powstanie partii
W 2016 Ja’alon został zdymisjonowany przez premiera Netanjahu z funkcji ministra obrony, którą sprawował od 2013 roku. Na jego miejsce powołany został Awigdor Lieberman z partii Nasz Dom Izrael. Wówczas, po wielu latach bycia posłem Likudu, Ja’alon  opuścił partię, a potem Kneset. Zaczął krytykować rządy Netanjahu za antagonizowanie relacji arabsko-izraelskich, akceptację rasizmu i seksizmu. Uznał również, że rządy Likudu popełniły wiele błędów społecznych i ekonomicznym. Po dymisji zapowiedział swój start w następnych wyborach parlamentarnych.
2 stycznia 2019 roku Ja’alon ogłosił utworzenie partii Telem.

### Wybory w kwietniu 2019
Pod koniec stycznia Beni Ganc i Mosze Ja’alon sfinalizowali rozmowy koalicyjne i postanowili o stworzeniu wspólnej listy. Zaznaczyli, że są otwarci na innych polityków chcących przyłączyć się do sojuszu.
21 lutego ogłoszono wspólną listę stworzoną przez Ganca, Ja’alona, Lapida i Gabiego Aszkenaziego o nazwie Niebiesko-Biali.
W ostatecznym rezultacie wspólna lista otrzymała w wyborach 26,1% głosów (1 125 881), co przełożyło się na 35 mandatów, tyle samo ile uzyskał zwycięski Likud. Z tego 5 mandatów przypadło Telem.

### Kampania i wybory wrześniowe w 2019
W czerwcu liderzy partii wchodzących do koalicji ogłosili, że wystartują do wrześniowych wyborów w takim samym formacie. Ganc i Lapid zapowiedzieli, że jeżeli wygrają wybory, to rolę premierów będą sprawować rotacyjnie. Ja’alon zdementował plotki jakoby był tej decyzji przeciwny. Uznał, że koalicja nie musi się już powiększać o kolejne ugrupowania, w tym o Demokratyczny Izrael Ehuda Baraka.
W wyborach Niebiesko-Biali zwyciężyli, zdobywając 1 151 214 głosów (25,95%) i wprowadzając do dwudziestego drugiego Knesetu 33 posłów, o jednego więcej niż Likud. Telem na 33 mandaty całej listy zdobył 5 mandatów.

### Wybory w 2020
W wyborach w 2020 roku koalicja zdobyła 1 220 381 głosów (26,59% głosów), co dało wynik 33 mandatów. 26 marca, po długich negocjacjach i sporach na temat utworzenia rządu, Ganc zgodził się na utworzenie rządu jedności z Likudem z rotacyjną funkcją premiera. Ponadto tego samego dnia został wybrany przewodniczącym Knesetu. Decyzja ta doprowadziła do rozłamu w partii, Jesz Atid i Telem złożyły wnioski o odłączenie się od Niebiesko-Białych. 29 marca Jest Przyszłość i Telem odłączyły się od koalicji Niebiesko-Białych. Stworzyły one nową frakcję – Jesz Atid-Telem. 

## Poglądy
Mosze Ja’alon jest politykiem znanym w Izraelu ze swoich jastrzębich poglądów w kwestiach bezpieczeństwa. Sprzeciwia się dwupaństwowemu rozwiązaniu konfliktu izraelsko-palestyńskiego. Na pytanie, czy poparłby porozumienie pokojowe, odpowiedział: „oczywiście, że nie”. Przyznaje prawo Izraelczykom do osiedlania się w każdej części Ziemi Izraela.
Ja’alon poparł umocnienie izraelskiej obecności na Wzgórzach Golan, łącznie z uznaniem ich za część Izraela.

## Posłowie
| Kneset     | Liczba miejsc w Knesecie | Posłowie                                                             |
| ---------- | ------------------------ | -------------------------------------------------------------------- |
| 21. Kneset | 5/120                    | Mosze Ja’alon, Jo’az Hendel, Cewi Hauzer, Gadi Jewarkan, Orli Fruman |
| 22. Kneset | 5/120                    | Mosze Ja’alon, Jo’az Hendel, Cewi Hauzer, Orli Fruman, Gadi Jewarkan |